# 200 (tal)

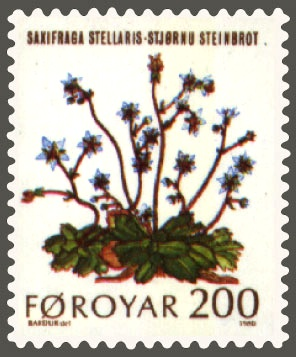
Färöiskt frimärke.

200 (tvåhundra) är det naturliga talet som följer 199 och som följs av 201.

## Inom vetenskapen
- 200 Dynamene, en asteroid

## Inom matematiken
- 200 är ett jämnt tal.
- 200 är ett Akillestal.
- 200 är ett Praktiskt tal.
- 200 är ett palindromtal i det Romerska talsystemet.